# Amager
Amager és una illa de Dinamarca situada al nord-est de Sjælland, l'illa més gran del país, i unida a ella per un pont. A Amager, a més dels municipis de Tårnby i de Dragør, que formen part de la conurbació de la ciutat de Copenhaguen, ciutat a la qual pertany la part nord de l'illa, s'hi troben l'aeroport de Kastrup i l'inici del pont que uneix Dinamarca amb la ciutat de Malmö, a Suècia, a través de l'estret de l'Øresund.

## Ciutats i pobles situats a Amager
(sense comptar els barris de Copenhaguen):
- Dragør
- Kastrup
- Store Magleby
- Tårnby
- Tømmerup
- Ullerup
- Viberup

## Història
El rei Cristià II de Dinamarca va permetre l'any 1521 que camperols neerlandesos s'instal·lessin a Amager i hi cultivessin la terra com a deferència a la seva dona Elisabeth, que provenia de l'actual Bèlgica.
Fins cap al 1970, Amager també va ser l'abocador de la ciutat de Copenhaguen, per la qual cosa viure en aquesta illa tenia una connotació negativa i els barris de Copenhaguen que s'hi troben (entre altres, la famosa ciutat lliure de Christiania) tenien un mal nom. Construccions recents han canviat completament l'aspecte d'aquests barris, alguns dels quals actualment es compten entre els més cars de la ciutat.

## Fills il·lustres
- Margaret Petersen (1869-[...?]) fou una cantant d'òpera de la corda de contralt.